# Rainer Klug
Rainer Klug, né le 13 décembre 1938 à Constance (Bade-Wurtemberg, Allemagne), est un prélat catholique allemand, évêque auxiliaire de Fribourg-en-Brisgau de 2000 à 2013.

## Biographie

### Formation
De 1964 à 1968, Rainer Klug étudie la philosophie et la théologie catholique à l'université de Fribourg ainsi qu'à celle de Wurtzbourg. Il est ordonné prêtre le 15 mai 1969.

### Ministères
De 1972 à 1981, il est nommé responsable de la jeunesse diocésaine. Puis, en 1981, il devient curé de la paroisse Saint-Pierre-et-Saint-Paul à Karlsruhe-Durlach (1981-1992) et, parallèlement, de 1981 à 1986, il exerce la charge d'aumônier de la police à l'Académie de police de l'État de Karlsruhe. De 1992 à 2000, il est doyen de la région du Rhin supérieur et administrateur paroissial de la paroisse Saint-François, à Karlsruhe.

### Épiscopat
Le 23 mai 2000, il est nommé évêque titulaire d'Ala Miliaria (de) et évêque auxiliaire de Fribourg-en-Brisgau par le pape Jean-Paul II. Le 29 juin 2000,  il reçoit l'ordination épiscopale des mains de Mgr Oskar Saier (de), assisté de Mgrs Joseph Doré et Paul Wehrle. Il choisit alors comme devise « Spiritu ambulate » (« L'esprit est le chemin »).
À partir de 2001, il sert comme vicaire épiscopal et devient responsable de la pastorale pour les étrangers. Il est également membre de la Commission liturgique et de la Commission pour l'éducation de la Conférence épiscopale allemande.
Le 21 novembre 2013, le pape François accepte sa démission.